# Luteba
Luteba ist ein Verwaltungsbezirk (Ward) des Distrikts Busokelo in der tansanischen Region Mbeya.

## Geografie
Luteba liegt im Südwesten von Tansania. Der Bezirk ist im Westen, Norden und Osten von rund 2200 Meter hohen Poroto-Bergen eingefasst. Bei der Volkszählung 2022 lebten hier 7413 Menschen in 2098 Haushalten.

## Gliederung
Der Bezirk besteht aus sechs Gemeinden (Mtaa) mit 23 Orten (Kitongoji):
| Mpunguti - Kabula - Ibwe - Itete - Kamasulu - Mwakaleli | Luteba - Majwesi - Kasanga - Ndamba | Kilasi - Ngela - Luteba - Kilasi | Ipuguso - Ipuguso - Nsebo - Kisondela - Lusoko - Ikano | Ikubo - Ikubo - Itebe - Kikwego - Igembe - Ibungu | Isale - Ipyela - Itimbo |

## Wirtschaft und Infrastruktur
- Landwirtschaft: Ackerbau und Viehzucht sind die wichtigsten Erwerbsquellen im Bezirk. Es werden hauptsächlich Bohnen, Kartoffeln, Mais, Tee, runde Kartoffeln, Kaffee, Bananen, Gemüse und Bohnen angebaut.[6]
- Bildung: Im Bezirk gibt es fünf Grundschulen und zwei weiterbildende Schulen.[6]
- Gesundheit: In Luteba befinden sich zwei Apotheken,[6] eine davon im Ort Luteba.[7]